# Labouring Creek
Labouring Creek är ett vattendrag i Belize. Det ligger i den centrala delen av landet, 27 km nordost om huvudstaden Belmopan.